# 布鲁斯·鲍姆加特纳
布鲁斯·鲍姆加特纳（英語：Bruce Baumgartner，1960年11月2日—），美国男子摔跤运动员。他曾代表美国参加1984年、1988年、1992年和1996年夏季奥林匹克运动会摔跤比赛，获得二枚金牌、一枚银牌和一枚铜牌。